# ハニーVS.ダーリン 2年目の駆け引き
『ハニーVS.ダーリン 2年目の駆け引き』（原題: The Break-Up）は、2006年にアメリカで製作・公開されたロマンティック・コメディ映画。日本では劇場公開されずビデオスルーになった。
この映画の製作で知り合ったヴィンス・ヴォーンとジェニファー・アニストンは一時期交際をしていた。

## ストーリー
ゲイリー・グロボウスキーとブルック・マイヤーズはリグリー球場でシカゴ・カブスの試合中に出会い、交際を始め、最終的には一緒にコンドミニアムを購入する。ゲイリーは、兄弟のルーパスとデニスと共に家族経営の観光業でツアーガイドとして働いている。ブルックは、風変わりなアーティスト、マリリン・ディーンが所有する画廊の店長である。
度重なる口論の末、2人の関係は危機に陥る。ブルックは自分が大事にされていないと感じ、ゲイリーは未熟で2人の関係を改善しようとしないことを詰る。ゲイリーは、ブルックの相手を支配しようとする完璧主義的な態度にイライラしており、特に仕事からの帰宅後はリラックスしたいなど、少しは1人でいたいという希望を伝える。
自宅で盛大な夕食会をした後、ゲイリーが片づけを手伝おうと申し出なかったため、ブルックは怒る。以前の未決着の口論を引き摺ってまだイライラしている彼女は、（まだ彼を愛しているにも拘わらず）彼と別れることを決める。ブルックは友人のアディに恋愛に関する助言を求める一方、ゲイリーは友人のジョニーと色々と話す。
どちらもコンドミニアムから出て行きたくないので、ルームメイトとして暮らすことで妥協する。しかし、2人は共に複雑な方法で相手を挑発するようになる。ゲイリーはビリヤード台を購入し、食べ物やゴミを散らかし、ルーパスと数人の女性たちとストリップ ポーカー（ポーカーで負けた方が服を脱いでいく）パーティまで開く。一方、ブルックはゲイリーを「カップル限定」のボウリングチームから追い出し、ゲイリーを嫉妬させるために他の男性とデートを始める。
2人の共通の友人で不動産業者のマークがコンドミニアムを売却すると、ゲイリーとブルックは2週間以内に退去するよう言い渡される。ブルックはゲイリーをオールド97のコンサートに誘い、それが2人の関係を修復するための最後の試みであることをゲイリーが理解してくれることを期待する。ゲイリーは彼女に会うことに同意するが、ブルックの意図を理解出来ず、コンサート会場に現れず、ブルックの心を傷つけてしまう。彼らは最後にもう一度口論をする。ブルックは、ゲイリーは彼女の努力のレベルに決して応えなかったと言い、ゲイリーはブルックが自分が何を望んでいるのかはっきり言わなかったと反論する。その後、ジョニーは、ゲイリーが自己中心的でブルックの気持ちから距離を置き、2人の関係を破滅させたと指摘する。
ブルックはヨーロッパに旅行するため仕事を辞めた。ある晩、彼女は画廊の顧客を家に連れて来る。彼女はコンドミニアムが掃除され、ゲイリーが彼女とよりを戻すために豪華なディナーを用意していることに気づく。彼は自分の心を開いて、彼女をもっと大切にすることを約束する。しかしブルックにとってそれは遅過ぎるものであり、彼女はゲイリーの姿勢を拒絶する。ゲイリーはそれ理解したようで、立ち去る前に彼女にキスをする。
2人共コンドモニアムから引っ越す。ゲイリーは自分の仕事でより積極的な役割を果たし、ブルックは世界を旅し、最終的にシカゴに戻って来る。暫くして2人は街で偶然再会する。ぎこちないながらも親し気な近況報告の後、彼らは別れるが、共に振り返って微笑み合う。

## キャスト
※括弧内は日本語吹替
- ゲリー・グロボウスキー - ヴィンス・ヴォーン（江原正士）
- ブルック・メイアーズ - ジェニファー・アニストン（安達忍）
- マリリン・ディーン - ジュディ・デイヴィス（唐沢潤）
- アディ・ジョーンズ - ジョーイ・ローレン・アダムス（雨蘭咲木子）
- ジョニー・オストロフスキー - ジョン・ファヴロー（遠藤純一）
- ルーパス・グロボウスキー - コール・ハウザー（桐本琢也）
- マーク・リグルマン - ジェイソン・ベイトマン（家中宏）
- クリストファー・ヒロンズ - ジャスティン・ロング（松野太紀）
- リチャード・メイアーズ - ジョン・マイケル・ヒギンズ（田原アルノ）
- ウェンディ・メイアーズ - アン＝マーグレット
- デニス・グロボウスキー - ヴィンセント・ドノフリオ（桜井敏治）

## スタッフ
- 監督：ペイトン・リード
- 製作：スコット・ステューバー、ヴィンス・ヴォーン
- 製作総指揮：スチュアート・M・ベッサー、ピーター・ビリングスリー
- 原案：ヴィンス・ヴォーン、ジェレミー・ガレリック、ジェイ・ラヴェンダー
- 脚本：ジェレミー・ガレリック、ジェイ・ラヴェンダー
- 撮影：エリック・エドワーズ
- 音楽：ジョン・ブライオン
- 編集：ダン・レーベンタール、デヴィッド・ローゼンブルーム

## 音楽
- ゲリーとブルックのスナップ写真が流れるシーンではクイーンの「マイ・ベスト・フレンド」が使われている。その他にも、ソーシャル・ディストーションの「ストーリー・オブ・マイ・ライフ」やヒートウェイヴの「ブギー・ナイト」、アラニス・モリセットの「ユー・オウタ・ノウ」、Old 97's（英語版）の「タイム・ボム」と「サロメ」、クイーンの楽曲でドワイト・ヨアカムが歌う「愛という名の欲望」が劇中で使用されている。映画のエンディングではジョニー・ナッシュ（英語版）のヒット曲「アイ・キャン・シー・クリアリー・ナウ（英語版）」が使われた。
- 家族の夕食シーンで、リチャードたちがア・カペラで歌うのはイエスの「ロンリー・ハート」である。
- コンサートシーンでは、実際にOld 97'sが演奏した。
- リチャードが所属する「トーン・レンジャーズ」は、実際にワシントンD.C.で活動しているアカペラグループである。

## 評価

### 興行収入
2006年6月2日に公開され、初週は$39,172,785を稼ぎ興行収入ランキングで1位となった。最終的に全米で$118,703,275、その他の国で$86,296,411を稼ぎ合計は$204,999,686となった。

### 批評家の反応
批評家からは否定的な評価を受けた。Rotten Tomatoesでは188件のレビュー中34%が本作を支持し、平均点は5/10となった。Metacriticでは37のレビュー中好意的なものが7で、平均点は100点満点中45点だった。